# 斯蒂尔 (阿拉巴马州)
斯蒂尔（英文：Steele），是美国阿拉巴马州下属的一座城市。面积约为6.71平方英里（约合17.39平方公里）。根据2010年美国人口普查，该市有人口1,043人，人口密度为155.37/平方英里（约合59.98/平方公里）。